# 前1610年代
| 千纪： | 前2千纪 |
| 世纪： | 前18世纪 \| 前17世纪 \| 前16世纪                                                                                     |
| 年代： | 前1640年代 \| 前1630年代 \| 前1620年代 \| 前1610年代 \| 前1600年代 \| 前1590年代 \| 前1580年代                       |
| 年份： | 前1619年 \| 前1618年 \| 前1617年 \| 前1616年 \| 前1615年 \| 前1614年 \| 前1613年 \| 前1612年 \| 前1611年 \| 前1610年 |

重要事件及趋势
重要人物
- 商汤，商朝第一位君主
- 雅库布赫，古埃及第十五王朝法老
- 希安，古埃及第十五王朝法老
- 内比利劳一世，古埃及第十六王朝法老
- 舒-尼努瓦，古亚述时期的亚述国王
- 阿米狄塔那，巴比伦第一王朝第九位国王